# Magia nera

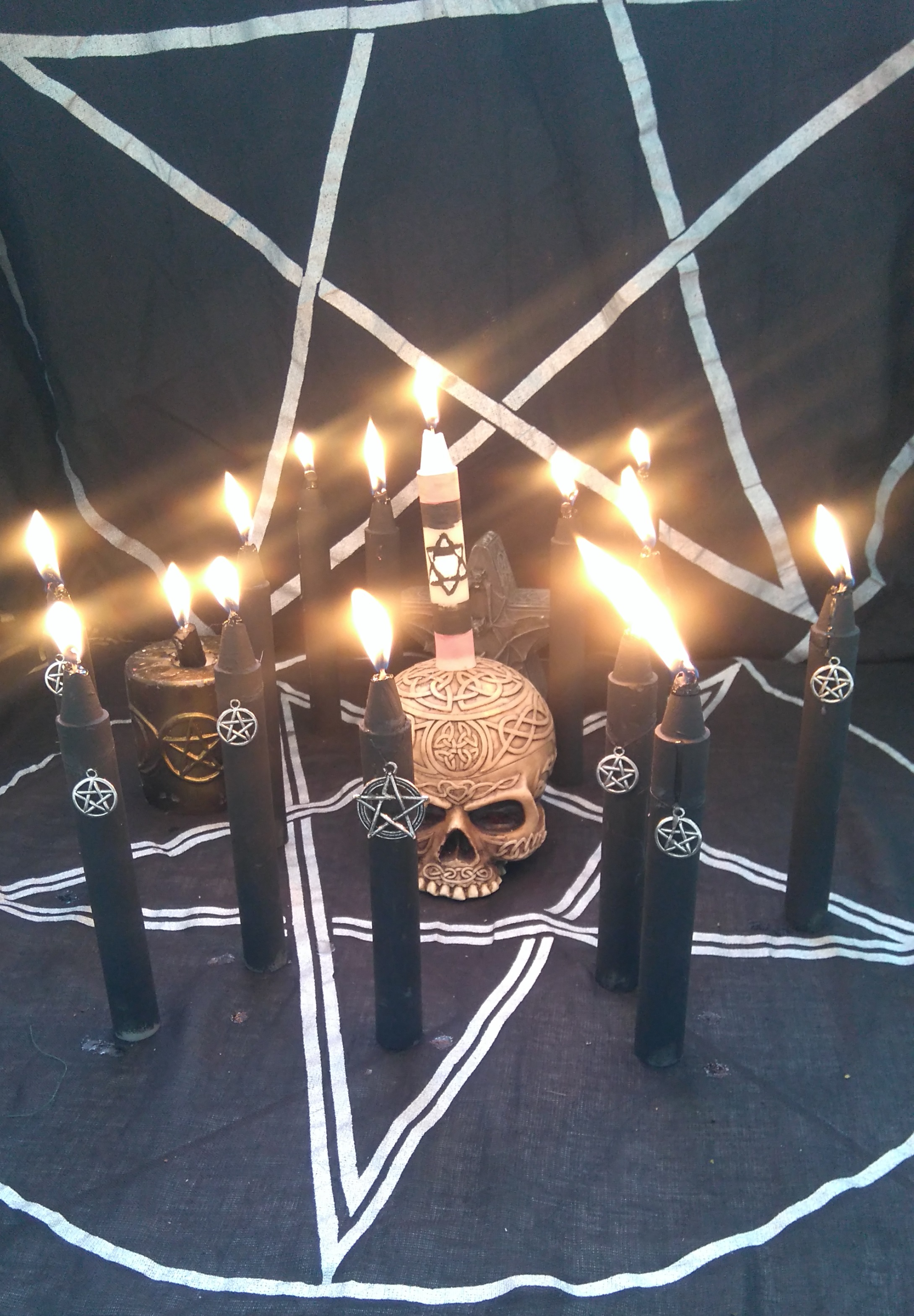
Rituale di magia nera

La magia nera è tradizionalmente ritenuta la capacità di un mago di utilizzare e controllare a proprio vantaggio un potere nefasto, maligno, o comunque di origine soprannaturale.
È associata all'oscurità, all'occultismo, e spesso al satanismo, sebbene un potere magico di per sé non sia necessariamente né positivo né negativo, poiché molto dipende dall'uso che se ne fa. Nella definizione di magia nera possono rientrare le varie forme della demonologia e soprattutto della stregoneria.

## La magia nera tra cultura dotta e cultura popolare
Nel mondo popolare la magia nera è considerata un potere distruttivo opposto a quello della magia bianca, che invece si basa su intenzioni benefiche e altruistiche. Questo concetto appare però molto più sfumato in alcune società primitive extraeuropee, come ad esempio tra gli Azande, le cui tradizioni furono studiate negli anni trenta del secolo scorso da Edward Evan Evans-Pritchard. Questi popoli, infatti, ritenevano benefica qualsiasi magia che avesse recato danno ai nemici del loro gruppo sociale, e credevano si avesse senz'altro a che fare con la magia nera ogni qualvolta veniva colpito un soggetto innocente, che non avesse infranto alcuna legge o usanza.

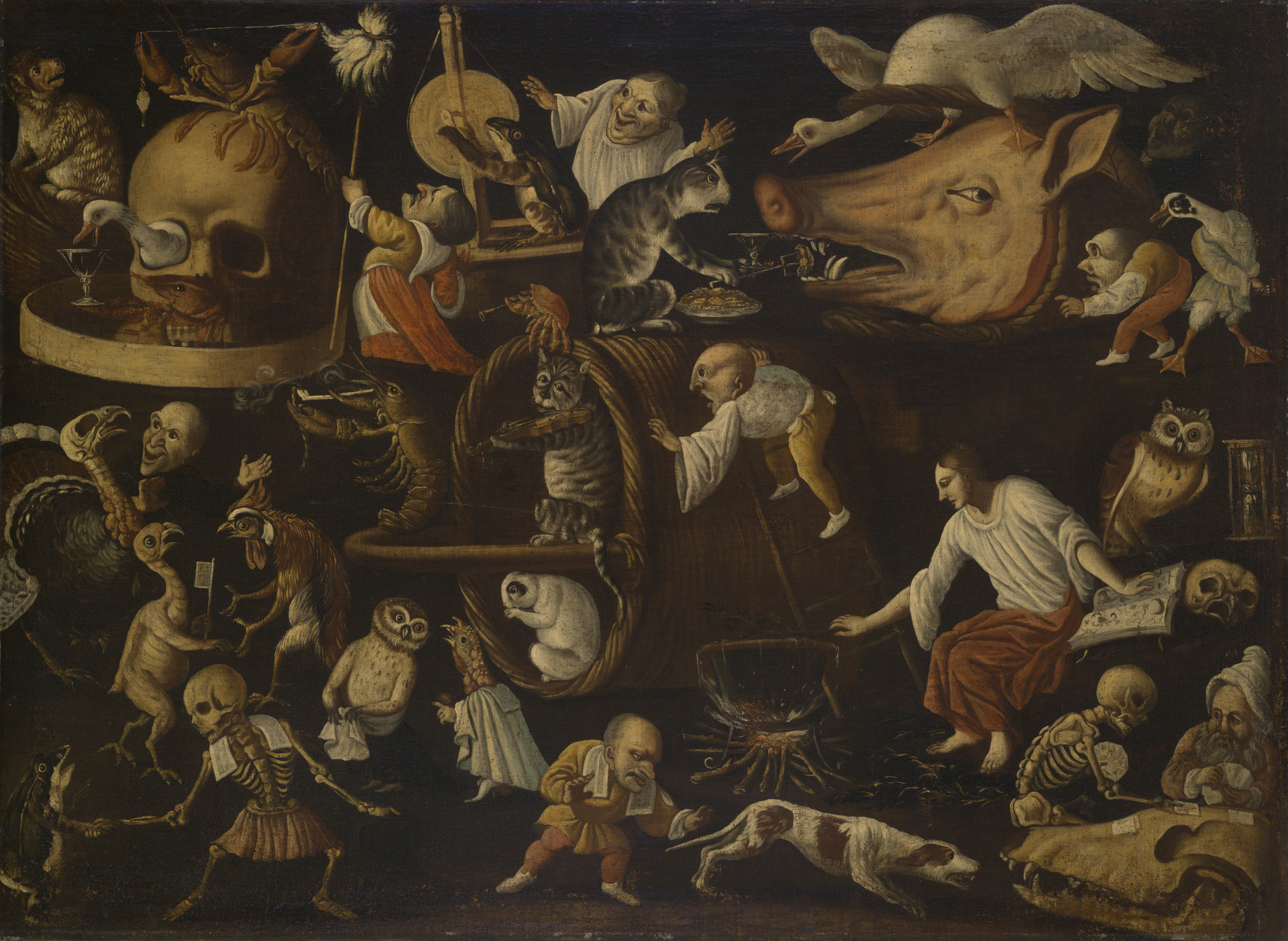
Scena di stregoneria con nani, opera di uno pseudonimo di Faustino Bocchi (1710)

La contrapposizione rispetto alla magia bianca sarebbe da intendere piuttosto come complementarità quando, stando ad altre interpretazioni, essa sia da ricondurre a quel dualismo di energie cosmiche che garantirebbe l'equilibrio dell'intero universo. Il colore nero richiama l'oscurità ed è la diretta antitesi del bianco, portatore di luce; entrambi gli elementi sono però indispensabili e l'uno non può esistere senza l'altro. La metafora cinese dello yin e dello yang può fornire un modello di questo genere di contrapposizione.
Anche i sacerdoti persiani, ad esempio, o gli autori dei grimori, dovevano sapersi propiziare con le loro magie non solo gli spiriti più elevati a fini benefici, ma anche quelli malefici per rivolgere eventuali calamità contro i propri nemici.
Nell'ambito della magia naturale, fenomeno tipico degli strati sociali più acculturati, come quello dei maghi europei del Rinascimento, non esisterebbe invece un vero e proprio concetto di magia nera se non come deviazione dallo scopo primario del mago, che dovrebbe essere quello di operare nell'armonia tra macrocosmo e microcosmo. La magia nera (magia daemoniaca o magia illicita) si basa pertanto in questo caso sulle forze divisive della natura, o su forme di superstizione, anziché sulla cooperazione con le divinità positive. Nel corso della storia, tuttavia, questi due aspetti della questione non sempre sono stati tenuti nettamente distinti.
Un genere particolare di valutazione morale ha riguardato poi l'insegnamento esoterico delle scuole iniziatiche, per la sua attinenza al mistero e all'occulto:
Una delle piú deprecabili è sicuramente quella di chi si rifà al moralismo, col tentativo di far valere l'esigenza moralistica del dominio della pura spiritualità. Da qui il parlare dei vari "colori" (bianco, nero o grigio) della magia, e di egoismo e altruismo nel sentiero iniziatico. [...] 
In genere, si assiste ad una inversione caratteristica; si pretende di giudicare l'esoterismo con la morale, laddove, se qualcosa del genere deve aver luogo, è solo l'opposto che è legittimo: è l'esoterismo, quale punto di vista sovraordinato, che deve giudicare della morale, indicarne il significato, fissare i limiti della sua validità.»
(Ea, L'esoterismo e la morale, cap. VIII, pp. 229-230, in Introduzione alla magia, volume II, a cura del Gruppo di Ur, Roma, Mediterranee, 1992)
Oltre che alla stregoneria e alla magia popolare, la magia nera può essere associata in ambito iniziatico al cosiddetto «sentiero della mano sinistra», nel quale la conoscenza stessa del male non è vista in un'ottica negativa, ma viene anzi considerata una via per approdare al bene. Il mago del resto, per essere tale, dovrebbe dar prova di saper dominare le intelligenze diaboliche, anziché farsene sottomettere.
Ai fini di un'evoluzione della persona, la magia nera possiederebbe in tal senso effetti più rapidi e immediati, ma anche molto più pericolosi, perché potrebbero comportare la progressiva perdita dei poteri stessi del mago, qualora sviluppi brame demoniache di cui lui stesso diventerebbe la prima vittima.

### Accezioni peggiorative
Nella sua accezione più negativa, la magia nera può essere ritenuta un'espressione della hýbris greca, ovvero della volontà di ottenere conoscenze e poteri superiori a quelli permessi dal proprio livello di sviluppo, prevaricando le leggi dell'armonia universale.

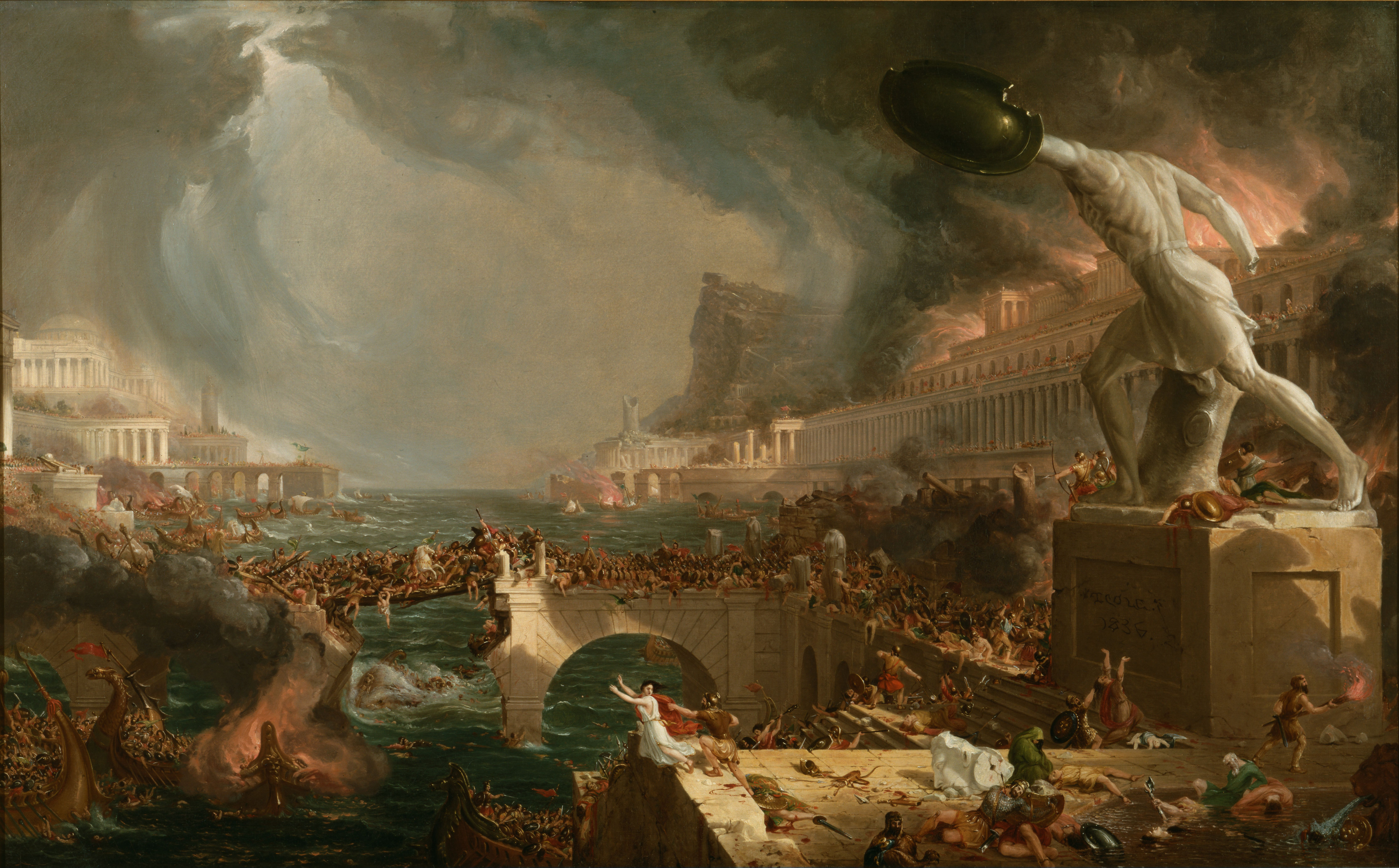
La distruzione di un impero, dipinto di Thomas Cole (1836), evocativo della fine di Atlantide per effetto dell'uso sfrenato della magia nera.

Nel corso della storia cristiana, ad esempio, la magia nera è stata vista come un tentativo di opposizione al giusto sviluppo dell'umanità previsto nei piani divini; di fatto il mago nero, ingannato dal diavolo o preda delle sue seduzioni, cercherebbe un accordo con quegli ambiti spirituali identificati proprio con le potenze dell'opposizione, Satana, Lucifero (vale a dire le schiere demoniache), che in cambio di offerte sacrificali e dell'adorazione tributata loro, lo ricompenserebbero poi con i doni della conoscenza, del potere, della ricchezza e dell'amore, il cui prezzo finale è immancabilmente la perdizione di colui che ha ceduto alla tentazione. Per ottenere tutto ciò, il mago nero ricorrerebbe a rituali specifici, spesso cruenti, che possono prendere anche la forma di cerimonie religiose pervertite, come le messe nere.
Secondo quanto riferito dai principali esponenti delle scuole teosofiche e antroposofiche del Novecento, sarebbe stato il ricorso a pratiche di magia nera, causato dall'ambizione sfrenata per il potere, a determinare per via della loro opposizione reciproca la distruzione del continente perduto di Atlantide in epoche remote dell'umanità, il quale si sarebbe inabissato nel mare «in un solo giorno e una sola notte» come racconta Platone.
Da un punto di vista radicale, tutta la magia, soprattutto di tipo pratico, potrebbe essere considerata «nera», in quanto alterazione del corso naturale degli eventi, sebbene non per questo sia da ritenere necessariamente malvagia, mentre la magia bianca concernerebbe solo il suo aspetto teorico e dottrinale.

## Alcune definizioni
Jacques Collin de Plancy, nel suo Dizionario infernale, alla voce Magia e maghi scrisse quanto segue:
Benché il Plancy generalizzasse il concetto di magia in chiave negativa, nel prosieguo egli compì ugualmente una suddivisione tra i generi di pratica magica: «Si distingue la magia nera, naturale e celestiale, vale a dire l’astrologia giudiziaria». E quanto alla prima:

## Maghi neri tra storia e leggenda
Una figura di mago nero nella storia è quella Landolfo II principe di Capua, scomunicato nell'anno 875 e archetipo del Klingsor nel Parsifal wagneriano.
Più recentemente Aleister Crowley, fondatore del movimento Thelema, venne definito dalla stampa «il più grande mago nero del XX secolo» per i suoi toni controversi e provocatori, sebbene si trattasse comunque di un personaggio piuttosto complesso.
Nella letteratura teosofica si menziona lo stregone Oduarpa come il capo di una «Confraternita Oscura» che all'epoca di Atlantide avrebbe cercato di usurpare il potere detenuto dalla «Fratellanza Bianca» di Shamballa. Oduarpa avrebbe fondato un culto consacrato alle «divinità del mondo inferiore», basato su cerimonie orgiastiche di ingegneria genetica, con cui dare vita a un esercito di creature mostruose, destinato tuttavia alla sconfitta. Dai suoi cupi rituali sarebbero scaturite le odierne forme deviate di magia nera.